# Faculdade de Saúde Pública da Universidade de São Paulo
A Faculdade de Saúde Pública da Universidade de São Paulo é uma unidade da Universidade de São Paulo, localizada na cidade de São Paulo, Brasil.

## História
A origem da Faculdade de Saúde Pública de São Paulo é ligada a criação do “Laboratório de Higiene” em 9 de fevereiro de 1918 pelo convênio firmado entre o Governo do Estado de São Paulo e a Fundação Rockefeller, funcionando como Cadeira da Faculdade de Medicina.
Quatro anos depois, sob o comando de Geraldo Horácio Paula Souza, o então Laboratório de Higiene foi desvinculado dessa Faculdade e rebatizado como Instituto de Hygiene, dando início a uma visão multidisciplinar do tema higiene.
Essa visão manteve-se vigente com a criação do primeiro centro de saúde do país, anexo ao Instituto, servindo como um modelo de referência para os estudantes do primeiro curso de especialização em Saúde Pública, que era destinado não somente a médicos, mas também a engenheiros e outros profissionais sanitaristas.
Outro curso pioneiro foi a primeira Graduação em Nutrição do país, criado pelo professor Paula Souza como uma estratégia de melhorar a saúde dos trabalhadores da indústria pela alimentação em 1939.
Dessa forma, a partir da década de 50 a então Escola de Higiene e Saúde Pública da Universidade de São Paulo (nova denominação do Instituto de Hygiene) passa a ter um importante papel em ações de prevenções de doenças e controle de epidemias. Entre essas ações pode-se citar a fluoração da água para diminuição da incidência de cáries em crianças, o estudo de Yaro Gandra que permitiu a iodação obrigatória do sal de cozinha e as pesquisas e ensino para o combate à tuberculose.
Após o regime militar e redemocratização do país, e criação de outras instituições de saúde pública, há uma reformulação da estrutura dos cursos devido à diminuição da demanda de sanitaristas. No entanto, houve uma expansão da atuação em áreas especificas, como a de estatística ― que forneceu dados importantes para estudos da OMS/OPAS  ― e da saúde do trabalhador.
Atualmente a antes chamada Instituto de Higiene recebe a denominação de Faculdade de Saúde Pública, isso desde 1969 e possui dois cursos: o de Nutrição e o recém aprovado curso de Saúde Pública, além de cursos de cultura e extensão e o Programa de Pós-graduação em Nutrição e Saúde Pública, que mantém o caráter multidisciplinar da Faculdade – uma tradição dessa instituição.

## Cursos

### Graduação
- Nutrição
- Saúde Pública

### Pós-Graduação
Possui os seguintes programas de pós-graduação stricto sensu:
- Ambiente, Saúde e Sustentabilidade (Mestrado Profissional)
- Entomologia em Saúde Pública (Mestrado Profissional)
- Epidemiologia (Doutorado e Doutorado Direto)
- Nutrição em Saúde Pública (Mestrado, Doutorado e Doutorado Direto)
- Saúde Global e Sustentabilidade (Doutorado e Doutorado Direto)
- Saúde Pública (Mestrado, Doutorado e Doutorado Direto)

### Cultura e Extensão
É responsável pelo Curso de Verão e cursos de especialização, além do Aprimoramento do Profissional.

## Centro de Saúde Escola Geraldo Horácio de Paula Souza
Com enfoque multiprofissional, o Centro é campo de estágio e treinamento de profissionais de saúde envolvendo as carreiras de medicina, enfermagem, fonoaudiologia e nutrição. Desde a sua criação tem sido um campo de pesquisa aplicada na área de saúde pública, principalmente em Dermatologia Sanitária, Tisiologia, Hanseníase, Saúde Materna, Saúde da Criança, Saúde Ocular, Odontologia Sanitária, Saúde Mental e Vacinação. Ao longo do tempo, ele expandiu suas atividades para as áreas de hebiatria, nutrição, fonoaudiologia, saúde da mulher no climatério, homeopatia, acupuntura e o Programa de Atenção à Violência Sexual (Pavas). Atende moradores da região de Cerqueira Cesar e Pinheiros, além dos funcionários e estudantes da Faculdade.

## Serviço Especial de Saúde de Araraquara – SESA
O Serviço Especial de Saúde de Araraquara - SESA foi criado pelo Governo do Estado de São Paulo, em 1947, para exercer dentro dos limites do município de Araraquara, as funções de Unidade Sanitária, simultaneamente com as de Centro de Aprendizado da Faculdade de Saúde Pública da USP. Foi transferido para a Universidade de São Paulo, como Instituto Complementar subordinado diretamente à Faculdade de Saúde Pública. Consolidou-se como campo de estágio aos alunos do curso de Saúde Pública. Até 1983, o SESA era o único serviço de saúde do município de Araraquara, sendo responsável pelo atendimento de toda a população.

## Centro de Memória
O Centro de Memória tem por objetivo preservar e divulgar a memória da saúde pública no Brasil. Para tanto, expomos, publicamos e criamos formas diversas de acesso às informações, buscando dialogar com a comunidade acadêmica da própria Faculdade, com os pesquisadores das diversas áreas envolvidas na questão da saúde pública como um campo multidisciplinar do saber; bem como com os cidadãos em geral, usuários e, quiçá, construtores da saúde coletiva. Não somos, exclusivamente, um museu, um arquivo histórico ou um centro de documentação. Na verdade, somos um pouco de todos eles. Reunimos aqui informações e dados sob a forma de documentos - iconográficos, escritos, tridimensionais, sonoros, entre outros. Na trilha dos profissionais da memória e da história, nossa tarefa é a de reunir, organizar e tornar disponíveis acervos que recuperam as práticas cotidianas de um dos mais importantes centros de pensamento e atuação na área da saúde coletiva no país.

## Biblioteca/CIR
A Biblioteca da Faculdade de Saúde Pública e Centro de Informação e Referência em Saúde Pública (CIR) teve sua origem em 1918 juntamente com a Faculdade de Saúde Pública (FSP) da Universidade de São Paulo (USP). Hoje, coloca à disposição de seu corpo docente e discente, da comunidade de saúde em geral e demais interessados, acervo e serviços organizados em uma estrutura desenvolvida segundo as atuais tendências da informação e das tecnologias de informática e comunicação.
Em um amplo espaço físico e com modernas instalações, a Biblioteca adota um modelo de gestão moderno, alicerçado no trabalho de equipe, permitindo maior integração, autonomia de ação e comprometimento com os resultados, ou seja, com a qualidade do atendimento ao usuário.

## Publicações
A Faculdade de Saúde Pública da USP edita a Revista de Saúde Publica desde 1967. Ela foi precedida pelos Arquivos da Faculdade de Higiene e Saúde Pública, editados entre 1947 e 1966, e este, por sua vez foi precedido pelo Boletim do Instituto de Higiene de São Paulo, de 1919 a 1938. Portanto, a FSP tem longa tradição na disseminação da produção científica na área de saúde pública. 
Além da RSP, edita em parceria com a Associação Paulista de Saúde Pública (APSP) a revista Saúde e Sociedade, desde 1992. A Faculdade de Saúde Pública abriga outras publicações como a Revista Brasileira de Epidemiologia, editada desde 1998, em parceria com a Abrasco - Associação Brasileira de Saúde Coletiva, e a Revista de Direito Sanitário, desde o ano 2000, em parceria com o Cepedisa - Centro de Estudos e Pesquisas de Direito Sanitário.